# خط الثلث المسلسل

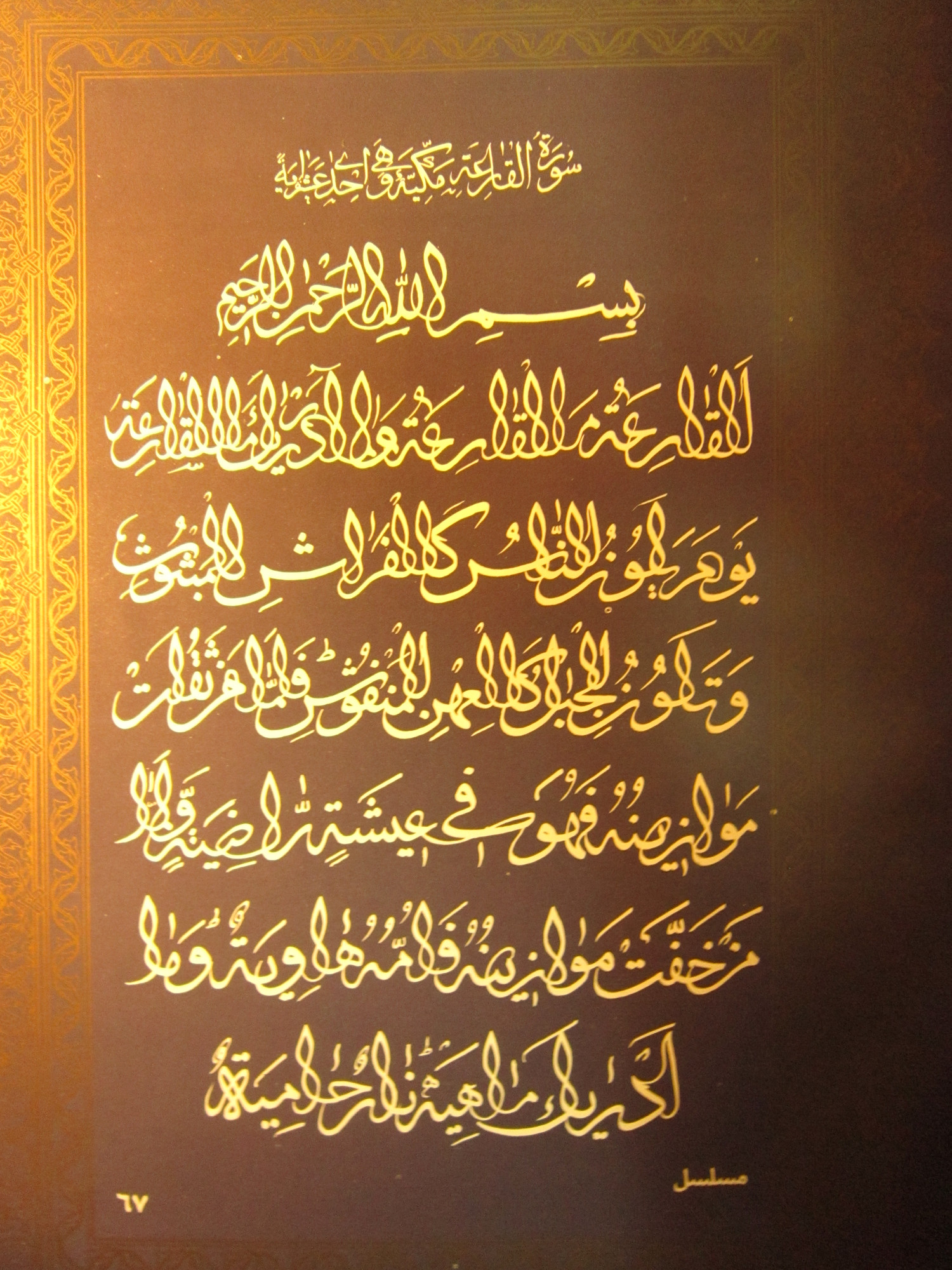
سورة القارعة

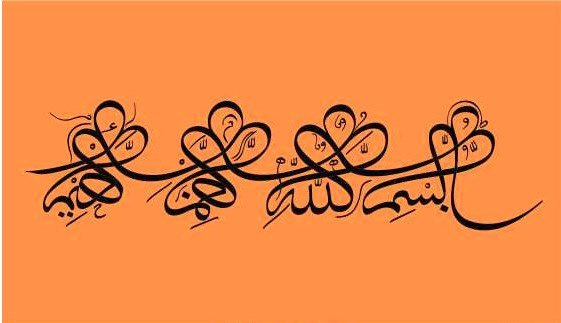
شكل آخر للخط بالبسملة

خط المسلسل هو شكل من أشكال خط الثلث تكون الكلمات فيه مرتبطة الواحدة بالأخرى فلا يوجد فراغات بين الكلمات إلا ما ندر، لذا سمي بالمسلسل لشبهه الكبير بالسلسلة.